# Dicyrtomidae

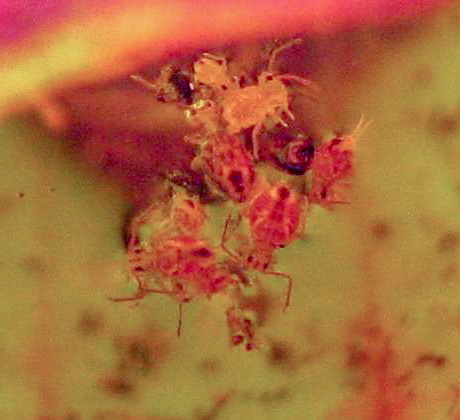
Dicyrtomina minuta atrapadas en una planta carnívora (Sarracenia)

Dicyrtomidae es una familia de Collembola, la única familia de la superfamilia Dicyrtomoidea. Posee más de 200 especies organizadas en ocho géneros.

## Lista de géneros
Según Checklist of the Collembola of the World (versión 15 de agosto de 2019):
- Dicyrtominae Börner, 1906
  - Calvatomina Yosii, 1966
  - Dicyrtoma Bourlet, 1842
  - Dicyrtomina Börner, 1903
  - Gibberathrix Uchida, 1952
  - Jordanathrix Bretfeld & Arbea, 1999
- Ptenothricinae Richards, 1968
  - Bothriovulsus Richards, 1968
  - Papirioides Folsom, 1924
  - Ptenothrix Börner, 1906